# لويس أوينز
لويس أوينز (بالإنجليزية: Louis Owens)‏‏ (18 يوليو 1948 في لومبوك، سانتا باربارا، كاليفورنيا - 25 يوليو 2002 في ألباكركي) روائي من الولايات المتحدة.